# Uracher Bibelanstalt

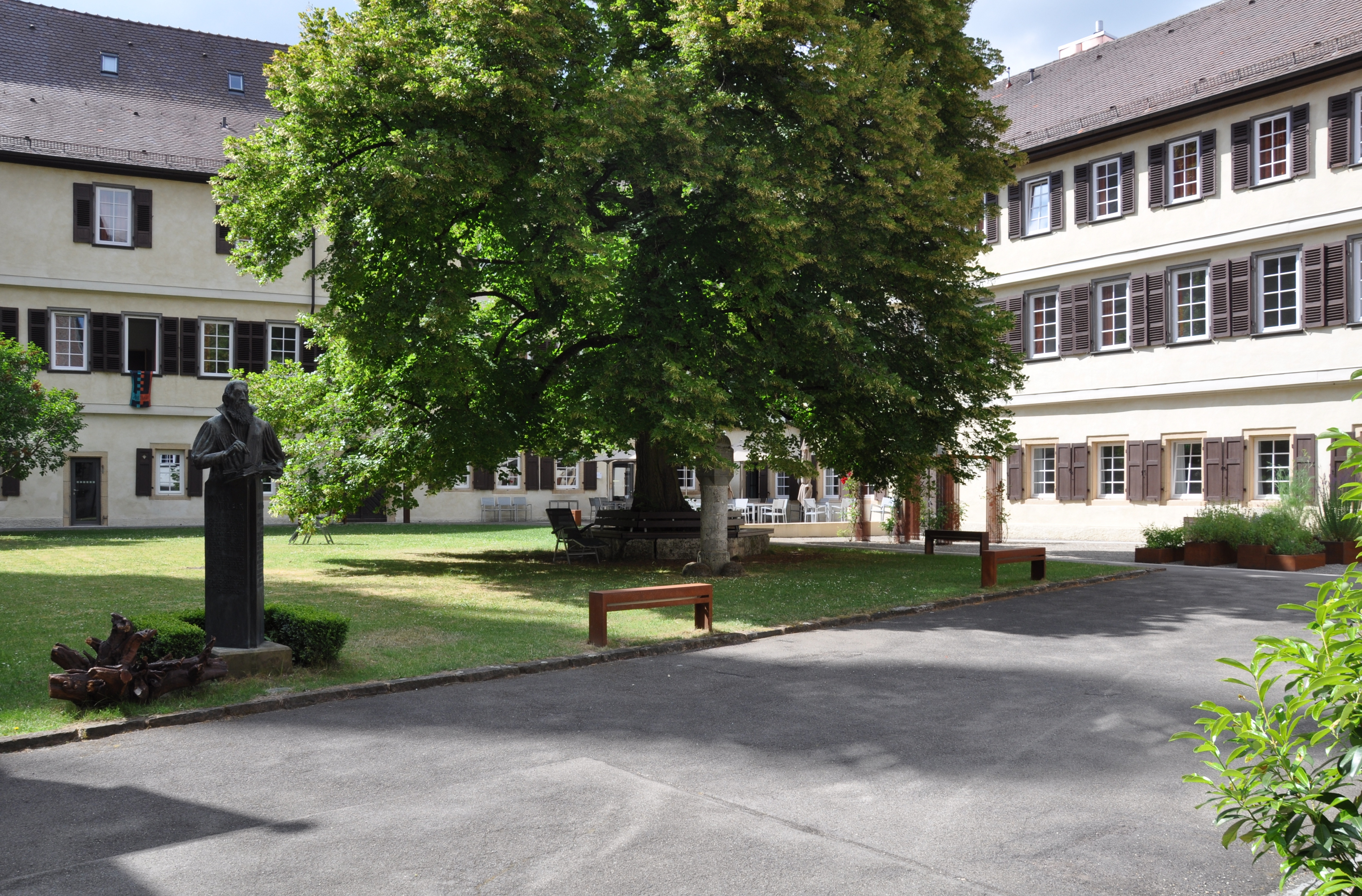
Stift Urach mit dem Denkmal für Primus Truber

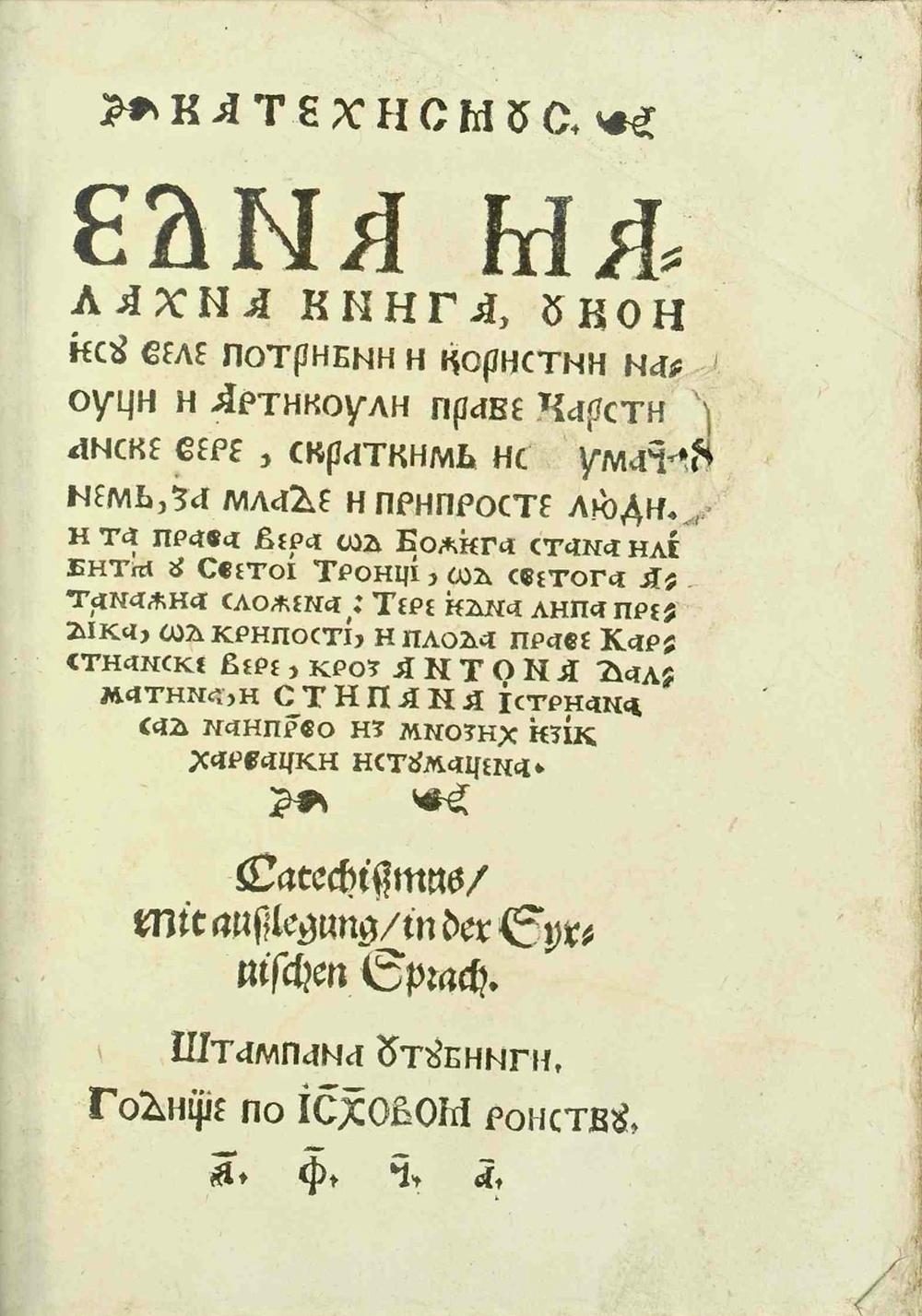
Luther-Katechismus auf Kroatisch in kyrillischer Schrift (Urach 1561)

Die Uracher Bibelanstalt (historische Bezeichnung: Windische, chrabatische und cirulische Thrukerey, d. h. Slowenische, kroatische und kyrillische Druckerei) war ein Verlag für protestantische Schriften in Stift Urach, Württemberg in der Mitte des 16. Jahrhunderts. Die Verlagsprodukte waren von wesentlicher Bedeutung für die Entwicklung der slowenischen Schriftsprache.

## Geschichte
Der Verlag wurde auf Anregung von Primož Trubar 1561 im Stift Urach (heute Bad Urach) von Hans III. Ungnad von Weißenwolff gegründet.
Ziel des Unternehmens war die Verbreitung der Bibel und reformatorischer Texte in den Sprachen  Slowenisch und Kroatisch. Um verschiedene Zielgruppen zu erreichen, wurden die Schriften in drei verschiedenen Alphabeten erstellt: Lateinisch, Kyrillisch sowie Glagolitisch, dem ältesten slawischen Alphabet, das in der Kirchensprache in Kroatien bis in die zweite Hälfte des 19. Jahrhunderts verbreitet war.
Unter der Leitung von Trubar waren als Übersetzer ins Kroatische der Reformator Stjepan Konzul Istranin und der Autor Antun Dalmatin tätig.
Der Verlag und seine Druckerei waren bis ins Jahr 1565 in Betrieb. Man schätzt, dass bis zu 30.000 Drucke von über 35 Auflagen verschiedener Texte produziert wurden.